# جفری هالند
جفری هالند (انگلیسی: Jeffrey Holland؛ زادهٔ ۱۷ ژوئیهٔ ۱۹۴۶) بازیگر اهل بریتانیا است. وی از سال ۱۹۶۳ میلادی تاکنون مشغول فعالیت بوده‌است.
وی بابت ایفای نقش‌هایش در کمدی‌های موقعیت تلویزیونی شناخته می‌شود.
از فیلم‌ها یا مجموعه‌های تلویزیونی که وی در آن‌ها نقش داشته‌است، می‌توان به ارتش بابا، ارتش سری و خیابان کورونیشن اشاره نمود.